# اریک برگگیست
اریک برگگیست (انگلیسی: Erik Bergqvist؛ ۲۰ ژوئن ۱۸۹۱ – ۱۷ فوریه ۱۹۵۴ (aged 62)) ورزشکار فوتبال اهل سوئد بود.
از باشگاه‌هایی که در آن بازی کرده‌است می‌توان به باشگاه فوتبال ای‌آی‌کی اشاره کرد.
وی در مسابقات کشوری و بین‌المللی در مجموع برندهٔ ۱ مدال نقره، ۱ مدال برنز شده‌است.